# Правитељствујушчи совјет сербски
Правитељствујушчи совјет сербски (слсрп. Правителствующій совѣтъ сербскій) је био један од централних органа власти у устаничкој Србији, основан 15. августа 1805. на народној скупштини у Борку, у време Првог српског устанка. Један од оснивача је био прота Матеја Ненадовић, док је на његовом постављању радио Божа Грујовић, професор историје права на универзитету у Харкову.
Стварање Совјета је био израз потребе ослободилачке борбе српског народа, тадашњих супротности политичке борбе, спољнополитичких утицаја и борбе великих сила око устаничке Србије. Да би спречио пропаст устанка, Божидар Грујовић је предложио оснивање Правитељствујушег совјета који је основан на скупштини у Борку августа 1805. Карађорђе је дао пристанак за његово оснивање, желећи да му он помогне у решавању сложених проблема војноорганизационог и спољнополитичког карактера. Један део војвода је схватио да Совјет може бити добра опозиција против Карађорђа.
Совјет је био нека врста владe и имао је извршну и законодавну власт, што је Грујовић посебно наглашавао. Као централни орган власти обједињавао је напоре устаника и доприносио је да се са успехом развија ослободилачка борба. Стварао је основне услове за бржи економски, друштвени и културни развој Србије. Постепено је сузбијао нахијски сепаратизам, a под Карађорђем се борио против феудалне и регионалне подвојености.
Начални правитељствујушчи совјет народни, по нацрту Грујовића, састојао се од 12 изабраних представника 12 нахија. Имао је свог председника који се бирао сваког месеца међу 12 представника. Предвиђено је било 6 попечитеља (министара) који су се исто као и председник бирали између чланова: за војску, финансије, правду, просвету и цркву, иностране и унутрашње послове, те и један секретар. Попечитељи су уведени тек 1811. Прво седиште је било у манастиру Вољавчи испод планине Рудник, а после кратког времена у манастиру Боговађи. У то време по нахијама се организују магистрати (судови) да суде и свршавају нахијске послове. За боравка у Боговађи створен је и сопствени печат: грб Србије, крст са 4 оцила и грб древне Трибалије (један од старих назива за Србију), под круном вепрова глава са стрелом забоденом у чело. Између ова два грба налази се крин, испод грбова година 1804, а около натпис: Правитељствујушчи совјет сербски (слсрп. Правителствующій совѣт сербскій).
После ослобођења Смедерева (1806) Совјет се пресељава тамо, а по ослобођењу Београда (1807) у Београд, где остаје до пропасти устанка 1813. Делокруг његовог рада се стално ширио. И поред тога што је константно био изложен борбама и амбицијама појединаца, потресан унутрашњим и спољним неприликама, Совјет је одиграо важну историјску улогу у устаничкој Србији и државотворној идеји Србије.

## Састав Совјета
Председници Совјета су били: прота Матија Ненадовић (1805—1806), Младен Миловановић (1808—1809), Јаков Ненадовић (1809—1811), Карађорђе Петровић (1811—1813). У периоду 1811—1813. заменик председника је био Младен Миловановић. Вожд Карађорђе је све време постојања Совјета своју власт поставио изнад власти Совјета.
Руски генерал Зас се жалио вожду Карађорђу да често мења чланове Совјета, услед недостатка извора није могуће реконструисати списак свих чланова. Према доступним подацима чланови Совјета су били:
Први састав (август 1805): Младен Миловановић, Аврам Лукић, Јован Протић, Павле Поповић, Велисав Станојловић, Јанко Ђурђевић, Ђурица Сточић, Милисав Илијић, Илија Марковић, Василије Радојичић (Поповић, Јовић), Милутин Васић, Паун Чолић, Јевто Савић-Чотрић. Као чланови савета са помињу и Доситеј Обрадовић и Петар Новаковић Чардаклија.
Крајем 1805: Прота Матија Ненадовић, председник, и чланови Јаков Ненадовић, Јанко Катић, Миленко Стојковић, Лука Лазаревић, Милан Обреновић.
Према сачуваном аустријском извештају, чланови савета 1808. године су били: Илија Марковић (шабачка нахија), Павле Поповић (београдска нахија), Младен Миловановић (крагујевачка нахија), Стојан Павловић (рудничка нахија - заменио га 1809. Милан Обреновић), Василије Јовић (Радојичић, ужичка нахија), Јевта Савић-Чотрић (соколска нахија), Милутин Васић (зворничка нахија), Милисав Илић (ваљевска нахија), Јанко Ђурђевић (смедеревска нахија), Јован Протић (пожаревачка нахија), Милија Здравковић (ћупријска нахија), Велислав Станојловић (јагодинска нахија). Помиње се и Петар Кнежевић (пожешка нахија), а четири нахије нису биле именовале своје чланове савета. Крајем 1808. године савет је допуњен новим члановима, али нису позната њихова имена.
Састав 4/16. новембра 1810: председник Јаков Ненадовић, чланови: Павле Поповић, Велисав Перић, Василије Јовић (Радојичић), Јанко Ђурђевић, Доситеј Обрадовић, Илија Марковић, секретари: Стеван Филиповић и Михаило Грујовић.
Божидар Грујовић је био секретар 1805—1807. Писари (потом секретари од 1807. до 1813) су били: Иван Југовић, Јеремија Гагић, Стефан Живковић, затим Михаило Грујовић, Стеван Филиповић, Гаврило Николајевић, Гаврило Вујановић и К. Марковић.

### Правитељствујушчи совјет, 1811—1813.
Током 1811. године совјет је реорганизован, више није био систем представника нахија, него су постојала попечитељства (министарства).
У периоду 1811—1813. састав совјета је био следећи:
| Функција                                                     | Слика | Име и презиме           | Детаљи                                |
| ------------------------------------------------------------ | ----- | ----------------------- | ------------------------------------- |
| Врховни Вожд и Председатељ Правитељствујушча совјета Народња |       | Карађорђе Петровић      |                                       |
| Попечитељ војених дјел, тајни дејствителни член Совјета      |       | Младен Миловановић      | 1811—1813.                            |
| Попечитељ иностраних дјел, тајни дејствителни член Совјета   |       | Миленко Стојковић       | одбио па га заменио Миљко Радонић     |
| Попечитељ иностраних дјел, тајни дејствителни член Совјета   |       | Миљко Радонић           | 1811—1812.                            |
| Попечитељ просвештенија, тајни дејствителни член Совјета     |       | Доситеј Обрадовић       | умро 1811, па га заменио Иван Југовић |
| Попечитељ просвештенија, тајни дејствителни член Совјета     |       | Иван Југовић            | 1811—1812.                            |
| Попечитељ внутрених дјел                                     |       | Јаков Ненадовић         | 1811—1813.                            |
| Велики вилајетски судија, тајни дејствителни член Совјета    |       | Петар Тодоровић Добрњац | одбио, па је именован Илија Марковић  |
| Велики вилајетски судија, тајни дејствителни член Совјета    |       | Илија Марковић          | 1811—1813.                            |
| Попечитељ хазне, тајни дејствителни член Совјета             |       | Сима Марковић           | 1811-1813                             |
| Секретар                                                     |       | Михаило Грујовић        | први                                  |
| Секретар                                                     |       | Стеван Филиповић        | други                                 |